# Vallée de Samundra
Samundra Vallis
Pour les articles homonymes, voir Samundra.
La vallée de Samundra (désignation internationale : Samundra Vallis) est une vallée située sur Vénus dans le quadrangle de Carson. Elle a été nommée en référence à Samundra, une déesse indienne de cours d'eau.